# Колхидска низија
Колхидска низија (груз. კოლხეთის დაბლობი) представља алувијалну раван у западном делу Грузије. Протеже се између јужних обронака Великог Кавказа на североистоку, Малог Кавказа на југу и Црног мора на западу. Обухвата подручје дуж доњег тока реке Риони и део црноморске обале између Сухумија (у Абхазији) и Кобулетија (у Аџарији). Западни делови низије се незнатно издижу изнад нивоа мора. Идући ка истоку надморска висина постепено расте, и у подножјима планина уздиже се у виду тераса висина између 100 и 150 метара. Наслаге акумулираног материјала имају моћност до 700 m. 
Клима је суптропска, са благим зимама и великом количином падавина током целе године (у просеку око 1.500 mm годишње). Просечне јануарске температуре се крећу између 4,5° и 6°C, у августу између 23—24°C. Терен је доста засићен водом услед чега је учестала појава тресетишта. 
Низија је испресецана рекама Риони, Кодори, Ингури, Хоби, а у централном приобалском делу у близини Потија налази се језеро Палиастоми.
У мочварним подручјима најчешће су шуме јове док на периферији доминирају граб, храст, буква и разне врсте лијане. Највећи део низије је култивисан и налази се под засадима кукуруза, суптропског воћа и цвећа. 
У неким деловима низије јављају се налазишта нафте и земног гаса, те минерални извори.